# Barbaro (Dungeons & Dragons)
Nel gioco di ruolo fantasy Dungeons & Dragons, il barbaro (Barbarian nell'edizione originale in inglese) è una delle classi base descritte nel Manuale del Giocatore. È definito come un forte individuo cresciuto in territori selvaggi e per questo rozzo, incivile ma scaltro e abile nell'uso delle armi. La classe del barbaro è basata in buona parte sul personaggio di Conan il Barbaro di Robert E. Howard e su Kothar di Gardner Fox, e in misura minore su Fafhrd di Fritz Leiber.

## Archetipo
Quelle illustrate di seguito sono le tipiche connotazioni dell'archetipo di barbaro come descritto nei manuali base di D&D, in cui l'ambientazione di riferimento è Greyhawk. La creazione di differenti ambientazioni e la fantasia di giocatori e Dungeon Master hanno, nel tempo, evoluto questo modello facilmente accomunabile al "classico" barbaro fantasy (come, ad esempio, Conan il cimmero), creando figure anche molto lontane dall'archetipo.
Il barbaro è spesso un individuo irascibile, capace di brandire efficacemente anche le armi che infliggono maggior danno in combattimento ma, a differenza del Guerriero, senza tattica o strategia, spinto solo dal coraggio e dalla sua furia. La dura vita nelle terre selvagge ha plasmato il suo corpo, rendendolo meno sensibile al dolore e alla fatica, ma non gli ha permesso di ricevere alcuna educazione; i barbari generalmente non sanno né leggere né scrivere. Tuttavia, ciò non significa che non possano imparare. Il barbaro cresce in una società tribale, accudito dai membri della tribù in cui è nato, ma già in tenera età è costretto a cavarsela da solo; impara a combattere e a maneggiare le armi per esperienza di vita, nella quotidiana lotta per la sopravvivenza. È abituato a lunghe marce in territori avversi, e per questo sa spostarsi velocemente. Le sue scarse conoscenze di realtà diverse hanno la conseguenza di provocare un innato odio verso la magia e chi la usa.

## Evoluzione nella storia di D&D

### Original D&D
Nella versione originale di Dungeons & Dragons il barbaro non è ancora presente come classe. Viene però descritto il berserker (da berserk, letteralmente "furioso"), un personaggio non giocante umano definito come «simply men mad with battle-lust» ("uomini semplici desiderosi di dar battaglia"). Viene trattato come un bandito (un'altra tipologia di personaggio non giocante umano) che però non effettua controlli sul morale ed ha bonus in combattimento per la sua ferocia; questi elementi sono vicini alla figura del barbaro. Una curiosità: a pagina 16 del manuale Man & Magic (il primo dei tre volumetti contenuti nella prima edizione di Dungeons & Dragons del 1974) c'è un disegno con la didascalia "Barbarian", anche se di questo termine non c'è traccia in nessuno dei manuali di questa edizione.

### Basic Dungeons & Dragons
Una versione non ufficiale della classe del barbaro per la seconda edizione del Basic Dungeons & Dragons venne introdotta nel numero 4 di White Dwarf (dicembre/gennaio 1977/1978) della Games Workshop. L'articolo venne successivamente ristampato in The Best of White Dwarf Articles #1 nel in 1980. Questa versione del barbaro a differenza della versione che comparirà nella prima edizione di AD&D ha un dado vita a sei facce, un primo requisito (costituzione), severe restrizioni all'armatura che può indossare, può essere di qualunque razza ed è considerato una classe di per sé (cioè non è una sottoclasse del guerriero). Inoltre non ha limiti particolari riguardo all'uso di oggetti magici o all'associarsi con maghi o chierici.

### AD&D Prima Edizione

#### Unearthed Arcana
La prima versione ufficiale della classe del barbaro fu introdotta da Gary Gygax nel numero 63 di Dragon come sottoclasse del guerriero e ricompare quindi sul manuale Unearthed Arcana (1985)
Per poter accedere alla classe un personaggio deve essere di razza umana, di allineamento non legale (non può quindi essere legale buono, legale neutrale o legale malvagio) e deve avere almeno 15 come punteggio di forza e costituzione, 14 di destrezza e 16 di saggezza. Siccome viene descritto come un combattente che ha sviluppato capacità essenziali per la sopravvivenza nelle terre selvagge, alcune regole sono modificate per riflettere questo aspetto. Ad esempio, la modifica della Classe Armatura derivante dal modificatore di destrezza funziona in maniera differente, così come il bonus alla CA derivante dal tipo di armatura indossata: se porta armature poco ingombranti viene favorito rispetto alle altre classi, se invece ne indossa una ingombrante viene sfavorito. Il suo Dado Vita ha 12 facce, il massimo tra le classi di D&D; inoltre, rispetto ad un umano normale riesce a spostarsi più velocemente. Come il guerriero, può usare qualunque tipo di arma. Caratteristica unica del barbaro è la possibilità di colpire con armi normali creature normalmente immuni ad attacchi non magici, come se impugnasse armi magiche; questa capacità aumenta di efficacia salendo di livello. Anche l'odio per la magia si riflette pesantemente sulle regole: un barbaro si deve rifiutare di utilizzare qualsiasi tipo di oggetto magico, e spesso è portato a distruggerli se ne trova qualcuno; ha la capacità di identificare illusioni magiche e una probabilità del 25% di ottenere automaticamente effetti simili all'incantesimo Individuazione del magico per magie non illusionistiche; ha bonus ai tiri salvezza. Non può associarsi a maghi e chierici prima di raggiungere un determinato livello (ad esempio, il 6º livello per i maghi, e solo se necessario). Anche per usare equipaggiamento magico deve salire di livello (ad esempio, il 4° per poter brandire armi magiche).
Il barbaro ha inoltre una varietà di capacità speciali, alcune simili a quelle di altre classi:
- è abile nell'arrampicarsi e scalare ostacoli naturali
- se si trova in ambienti esterni, può nascondersi efficacemente
- ha le abilità necessarie per sfamarsi e sopravvivere a lungo
- può curare ferite utilizzando rimedi naturali
- sa riconoscere piante e animali
- ha la capacità di seguire le tracce
- possiede abilità minori, dipendenti dalla tribù di appartenenza
- ad alto livello, è in grado di tentare di radunare un'orda barbarica

Un barbaro non può diventare multiclasse.
Un'altra versione del barbaro compare come classe personaggio nell'Oriental Adventures nel 1985. Secondo il recensore per White Dwarf, il barbaro è stato «alterato per adattarsi a uno schema orientale» ed era «principalmente un guerriero delle steppe o un abitante delle foreste o della giungla».
Il personaggio archetipico della classe, Conan il Barbaro, compare in due moduli d'avventura Conan Unchained (David "Zeb" Cook, 1984) e Conan Against the Darkness (Ken Rolston, 1984), ma in entrambi viene tratto come un multiclasse guerriero/ladro.

### AD&D Seconda Edizione
In questa edizione del gioco il barbaro è stato rimosso dal gioco come classe base, ma fu reintrodotto come kit per il guerriero nel manuale The Complete Fighter's Handbook (Aaron Allston, 1989)

### D&D Terza Edizione (3.0)
In D&D Terza Edizione, il barbaro è presente come classe base; Dado Vita e allineamenti limitati sono uguali a quelli di Unearthed Arcana. Una delle sue caratteristiche più importanti è il privilegio di classe chiamato Ira: fino a un massimo di alcune volte al giorno, il barbaro, nel furore della battaglia, può improvvisamente cadere preda, per brevissimo tempo, di un'ira incontrollata: la sua Forza e la sua Costituzione aumentano, rendendo devastanti i suoi colpi e consentendogli di resistere a quelli subiti più del normale. La sua capacità difensiva però diminuisce, e al termine del momento d'ira si ritrova affaticato. Il barbaro sa brandire efficacemente le armi classificate come semplici e da guerra, ma non quelle definite esotiche, e sa maneggiare lo scudo; in questo è simile al Guerriero, ma non per quanto riguarda le armature, poiché è competente nell'uso di quelle leggere e medie, ma non in quelle pesanti, per le quali è necessario un adeguato addestramento (regolisticamente, dovrà spendere un talento per poterle utilizzare senza subire penalità). La velocità base a cui si muove un personaggio è determinato dalla razza, ma un personaggio barbaro si muove più velocemente. Similmente ad un ladro ha il privilegio Schivare prodigioso, che consente di avere più probabilità di evitare attacchi e pericoli improvvisi. Capacità straordinaria del barbaro, acquisita però solo ad alti livelli, è il privilegio Riduzione del danno, che gli consente di ridurre automaticamente la quantità di danno subito. Uno degli svantaggi del barbaro è l'analfabetismo: a differenza delle altre classi, per imparare a leggere e scrivere deve spendere punti abilità. I mezzorchi, i korobokuru (una razza di primitivi nani orientali introdotti nel gioco per la prima volta in Oriental Adventures) e i diopsidi (un'oscura razza di scarafaggi umanoidi apparsi per la prima volta in Dragon numero 267) hanno tutti il barbaro come classe preferita.

#### D&D3.5
Nella revisione dell'edizione 3.5 di D&D al barbaro vengono aggiunti alcuni privilegi di classe ottenibili ad alti livelli: percepire trappole (tipico privilegio della classe del ladro), schivare prodigioso migliorato (prima incluso in schivare prodigioso), volontà indomita, ira possente e ira infaticabile. Questi ultimi tre privilegi di classe migliorano la fase di ira del barbaro.
Il barbaro iconico presentato nei manuali è Krusk, un mezzorco maschio.

## Quarta edizione
Il barbaro appare nella quarta edizione come una classe personaggio nel Player's Handbook 2 (2009). I barbari combattono con armi da mischia e causano danni massicci su un singolo bersaglio. Con la loro potenza fisica e spirituale terrorizzano i nemici e possono incanalare la loro rabbia in grandi scoppi di energia che sfruttano per i loro poteri.

## Ambientazioni

### Eberron
In Eberron  i barbari sono molto più simili a nomadi – sebbene non possano essere definiti "civilizzati", sono sicuramente meno selvaggi della loro controparte nell'ambientazione base.

### Forgotten Realms
Nell'ambientazione dei Forgotten Realms i barbari sono diffusi quasi esclusivamente nei territori selvaggi e poco civilizzati; per questo, in continenti come Maztica o Kara-Tur sono più diffusi. Nel Faerûn, dove le zone prive di civilizzazione sono rare, la presenza di barbari è limitata ad aree specifiche; in particolare, sono diffusi nel Nord, nelle Terre dell'Orda e nelle giungle di Chult. Fra i faerûniani, la presenza di un barbaro viene usualmente tollerata. Solo raramente personaggi che non siano di razza umana o mezzorchesca sono barbari; rispettando le regole della Terza Edizione, i manuali di FR non vietano esplicitamente altre combinazioni, ma ne sconsigliano l'uso. Tra i personaggi degni di nota, il barbaro più famoso è probabilmente Wulfgar.